# 1864 (sèrie de televisió)
1864 és una sèrie dramàtica històrica danesa de 2014, escrita i dirigida per Ole Bornedal. Es basa en dos llibres de Tom Buk-Swienty sobre la Segona Guerra de Slesvig entre Dinamarca i una aliança de Prússia i Àustria que va acabar en la derrota danesa i la pèrdua d'una quarta part del seu territori a mans de Prússia. Va ser la sèrie de televisió danesa més cara que es va fer fins a la data.
La sèrie segueix la vida de dos germans d'un remot poble de Fiònia que s'allisten a l'exèrcit danès just abans de l'esclat de la guerra i pateixen els horrors del combat. També hi apareixen personatges històrics reals, com el primer ministre danès Ditlev Monrad, el general danès Christian de Meza i el primer ministre prussià, Otto von Bismarck.

## Producció
1864 va ser produïda per Miso Film per a la DR. Va ser una coproducció amb Film Fyn, TV2 (Noruega), TV4 (Suècia), SF Studios, ARTE, ZDF Enterprises i Sirena Film (República Txeca). DR havia produït recentment les sèries Forbrydelsen, Borgen i Broen, i diverses de les estrelles d'aquestes sèries, com Lars Mikkelsen, Sidse Babett Knudsen i Søren Malling, van formar part del repartiment de 1864. 1864 es va rodar a Dybbøl, escenari de la batalla emblemàtica de la guerra, a les muntanyes Svanninge de Fiònia i a Hagenskov, Egebjerggård i Hvidkilde, també a Fiònia. Les escenes de batalla es van rodar a la República Txeca durant un període de set setmanes. Tom Buk-Swienty, en els llibres del qual es va basar la sèrie, va ser-ne un dels consultors històrics.
Va ser la sèrie de televisió més cara que s'havia fet mai a Dinamarca, amb un cost previst de 173 milions de corones (uns 25 milions de dòlars). El director, Ole Bornedal, la va descriure com «una història clàssica sobre el poder i l'abús de poder […] de persones que se separen». John Wilson de la BBC va dir que tenia «sentit de l'èpica» però amb «un gran rerefons de tragèdia».
La imatge de fons dels crèdits d'obertura és la pintura Fra forposterne 1864 de Vilhelm Rosenstand.